# István Pártos
István Pártos (a l'estranger Stefan/Stephan Pártos) (Budapest, 1 de març, 1903 – Amsterdam, 4 de febrer,  1920) va ser un violinista hongarès.
La seva mort prematura va privar la música hongaresa de la seva major esperança. "Hauria d'haver substituït Joachim!", va exclamar Zoltán Kodály en assabentar-se de la tragèdia.

## Biografia
Ja tocava el violí als dos anys. Amb prou feines tenia cinc anys quan va entrar a l'Escola de Música Fodor. Dos anys més tard, a la tardor de 1910, va ser admès a la classe preparatòria de l'Acadèmia de Música. A partir de 1913, va estudiar com a alumne regular amb József Bloch (violí) i Zoltán Kodály (solfeig i harmonia). Va passar els dos últims anys a l'escola d'art de Jenő Hubay. L'acadèmia el va recolzar amb exempcions de matrícula i, en els tres últims anys, amb els premis Hubay Jenő i Vecsey Ferenc. En el seu primer concert públic, el 17 de març de 1916, tot just dues setmanes després del seu tretzè aniversari, va interpretar el concert per a violí de Beethoven com a artista plenament madur en benefici dels invàlids de guerra. En el seu últim concert d'examen, el 18 de maig de 1917, va interpretar un programa de Viotti-Bach-Paganini.
La seva mare, que va quedar vídua de ben jove, el va mantenir com a modista. Diversos aristòcrates i magnats van donar suport als seus estudis, la més significativa dels quals va ser l'esposa amant de la música del banquer Géza Kovács, "tia Józsa", que va ajudar tres nens prodigis en les seves carreres alhora: a més de Pártos, Ervin Nyíregyházi i la violoncel·lista Judit Bokor. No només va ser la seva mecenes, sinó que també els va formar individualment amb els seus coneguts músics, i va donar al trio l'oportunitat d'actuar al seu saló. Tant Pártos com Nyíregyházi tenien un sistema de valors musicals completament desenvolupat, podien argumentar a favor de la seva posició fins i tot contra músics més grans, i tots dos pensaven amb molta més maduresa que la de la seva edat. Pártos ja llegia filòsofs als seus vint anys i estava interessat en totes les innovacions científiques.
La seva carrera a l'estranger va començar quan encara era adolescent. Va actuar a Viena, Berlín i després a Leipzig per invitació d'Arthur Nikisch. El gener de 1918, va oferir un concert a Estocolm amb gran èxit. Després del final de la Primera Guerra Mundial, es va traslladar als Països Baixos amb la seva mare. Ràpidament va desenvolupar una base de fans locals. Va actuar al Concertgebouw de Haarlem. Des d'Amsterdam, va fer una gira pel nord d'Europa. En un article publicat a principis de 1919, el compositor i crític Willem Pijper va expressar la seva preocupació per la concorreguda agenda de concerts d'un nen que encara era adolescent. A principis de 1920, l'artista de setze anys va ser víctima de l'epidèmia de grip espanyola que s'escampava arreu del món.

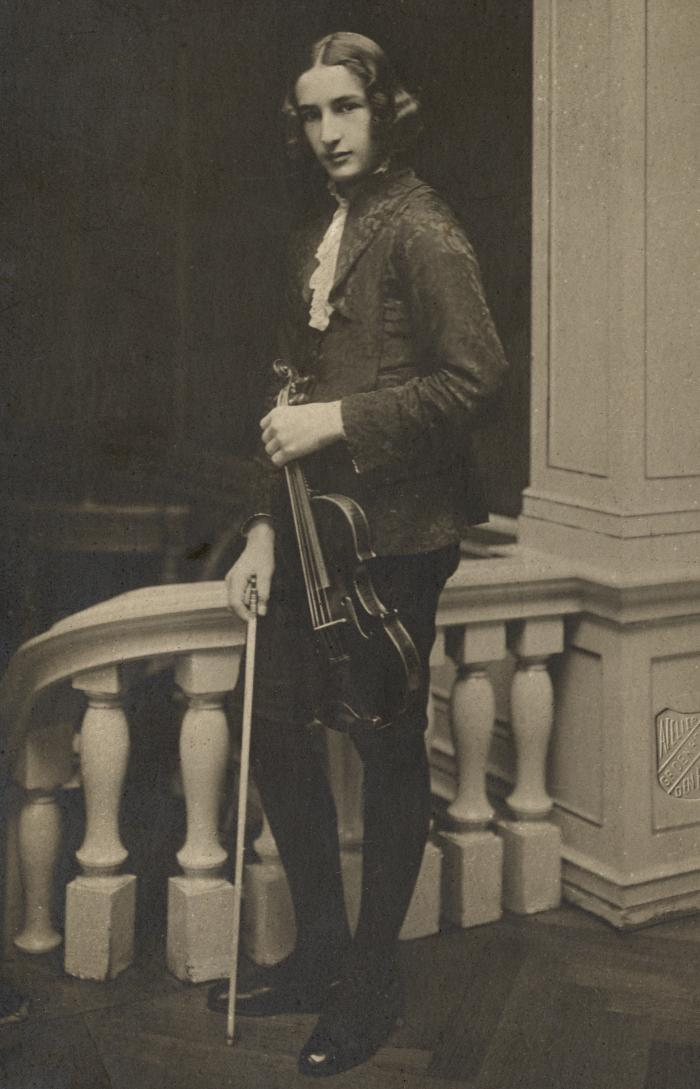
Pártos István (1903 - 1920)

La seva mort va commocionar no només Hongria, sinó tot el continent. Una gran quantitat d'obituaris van aparèixer al país i a l'estranger. La seva mare mai es va recuperar de la seva mort. La seva mort va commocionar no només Hongria, sinó tot el continent. Una gran quantitat d'obituaris van aparèixer al país i a l'estranger. La seva mare mai es va recuperar de la seva mort. Va guardar la urna del seu fill, que havia portat a casa des d'Amsterdam, en un cadafal donat per aficionats holandesos al seu apartament.
El 1923, es va celebrar un concert (que va tenir un èxit incòmode) a l'Acadèmia de Música en benefici de la Fundació István Pártos.
El 1927, l'artista gràfica neerlandesa Jo (Johanna Maria Hendrika) Daemen (1891–1941) va publicar un llibre a Rotterdam, De heilige vlam. Het sprookje van Stefan Pártos (La Flama Sagrada. El conte d'István Pártos), amb les seves pròpies il·lustracions d'estil Art Nouveau tardà, que narraven al·legòricament la vida de Pártos. El pròleg va ser escrit per Géza Révész, que també va treballar a Nyíregyházi. Daemen devia conèixer i sentir Pártos, perquè el 1919 va dissenyar un ex libris per a ell.
La manera com István Pártos tocava el violí es descrivia sovint com a "poètica". El seu professor, Antal Molnár, pensava que podia detectar trets sefardites a la seva cara. Segons la seva descripció, el noi sempre era meticulós amb el seu aspecte, la seva roba i la seva neteja.

## Més informació
- Ressenya d'Antal Molnár sobre el concert d'examen d'István Pártos = Nyugat 1916. Núm. 7
- Necrologia d'Aladár Bálint = Nyugat 1920. Núm. 7–8
- Coulthart, John: Jo Daemen's The Sacred Flame 25 de març de 2015. (Consulta: 21 de juliol de 2019)